# Владислав Радак
Владислав Радак (Београд, 25. децембар 1987) српски је математичар, писац, водитељ, редитељ краткометражних филмова.

## Биографија
Рођен је у Београду где је завршио Основну школу „Вук Караџић“, Математичку гимназију, 
а потом и Математички факултет, смер статистика, актуарска и финансијска математика. Мастер рад „Динамички модел сигнализирања и његова примена у високом образовању“ одбранио је 2013. године. Осим тога
завршио је и нижу музичку школу „Др Војислав Вучковић“, одсек за хармонику, други инструмент му је био клавир.
Са петнаест година је написао први роман „Плава вежбанка“, који је по препоруци дечјег писца 
Слободана Станишића објавила издавачка кућа „Interpress“ 2005. године  120229132. Исте године је са групом
вршњака почео да ради на Радио Телевизији Србије као аутор и водитељ у емисији „Степениште“.
Снимљено је више од 60 емисија тог серијала.
У лето 2005. је режирао краткометражни филм „“ који је октобра те године на филмском фестивалу 
у Амстердаму био номинован за најбољи у категорији „OneMinute“ филмова. У пролеће 2006. је завршио
други краткометражни филм „“ који је 2007. добио награду „Golden Starfish“ за најбољег младог редитеља
на филмском фестивалу Хемтонсу у Њујорку.
Други роман под називом „Ноћ мртвих снова“ објавио је 2009. године у издавачкој кући „Добра књига“  158356748. Књига је јула 2009. представљена у Студентском културном центру.
Коаутор је књиге „Формула живота - за све који воле математику и желе да је поклоне другима“ коју је издао Математископ 2011. године  186894092. Књига се бави представљањем сингапурског модела математике.
Члан је OECD/PISA тима за евалуацију ученичких постигнућа од 2009. године.
На трећој конференцији TEDxNoviSad 19. октобра 2013. године одржао је предавање „Математика није баук, само има лош ПР“.
Трећи роман „Књига“  214490380 објавио је 2015. године.
Живи и ради у Немачкој. Његов предак је Ђорђе Ђока Радак.